# Moeraswalstrogalmug
De moeraswalstrogalmug (Dasineura hygrophila) is een muggensoort uit de familie van de galmuggen (Cecidomyiidae). De wetenschappelijke naam van de soort is voor het eerst geldig gepubliceerd in 1883 door Mik.